# Cosmosoma apennina
Cosmosoma apennina là một loài bướm đêm thuộc phân họ Arctiinae, họ Erebidae.